# مانگاس کولوراداس

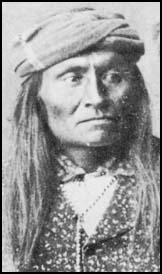
مانگاس کولوراداس (سرخ‌آستین)

مانگاس کولوراداس یا سرخ‌آستین (زادهٔ پیرامون ۱۷۹۳- مرگ ۱۸ ژانویه ۱۸۶۳) از فرماندهان سرخ‌پوستان آپاچی بود. او یکی از برجسته‌ترین رهبران سرخ‌پوست در سدهٔ نوزدهم میلادی بود که با سفیدپوستان آمریکایی جنگید.

## زندگی
دشمن آغازین آپاچی‌ها مکزیکیان بودند. هنگامی که در ۱۸۴۶ آمریکا با مکزیک به جنگ پرداخت آپاچی‌ها پذیرفتند که پروانهٔ گذر سربازان آمریکایی را از سرزمین‌هایشان بدهند. با گشودن نیو مکزیکو به دست آمریکا هم مانگاس کولوراداس فرماندهٔ آپاچی با آمریکاییان پیمان آشتی بست.
درگیری میان آمریکا و آپاچی‌ها زمانی آغاز شد که جویندگان طلا به کوهستان سانتا ریتا سرازیر شدند. این به زودی سبب برخوردهایی میان معدن‌کاران و سرخ‌پوستان گشت، در آن میان برخوردی برای مانگاس کولوراداس نیز پیش آمد؛ معدن‌کاران یکبار او را گرفته به درختی بستند و سخت تازیانه زدند. برخوردهای اینچنین آپاچی‌ها را به کینه‌جویی واداشت. نقطهٔ آغاز این درگیری تازش آمریکاییان به دسته‌ای از سرخ‌پوست‌ها بود که به کشته‌شدن چهارتن و زخمی و به بند کشیدن شماری بیشتر انجامید. مانگاس اینجا زد و خوردش را با آمریکاییان آغاز نمود.
از دیگرسو کوچیز فرماندهٔ گروهی از آپاچیان و داماد مانگاس نیز از آمریکاییان زخم‌خورد. افسری آمریکایی او و خانواده‌اش را با فریب به دام کشید ولی کوچیز گریخت. برادران او به دار کشیده شدند و کوچیز هم به مانگاس پیوست. آنها همچنین با رهبران سرخ‌پوست دیگر چون جرونیمو و جاه هم پیمان همبستگی بستند تا آمریکاییان سفیدپوست را از مرزهای خود برانند. هوده آنکه برای چندین سال از شمار جمعیت سفید در آن سرزمین کاسته‌شد ولی سرانجام این سرخ‌پوستان بودند که ناکام ماندند.
در ژانویه ۱۸۶۳ سرانجام مانگاس به مذاکره با آمریکاییان گردن‌نهاد؛ ولی او را گرفتند و به بند کشیدند. شب در زندان او را شکنجه داده و کشتند و اعلام کردند هنگامی که در حال گریختن بوده کشته شده‌است. فردای آن روز سرش را از تن جدا کردند و کاسهٔ سرش را برای جمجمه‌شناسی در نیو یورک فرستادند؛ آن کاسهٔ سر یک چند به نمایش گذارده شد. این رویداد به ۲۵ سال جنگ آینده میان آپاچی‌ها و آمریکاییان انجامید.